# Hammerbox
Hammerbox foi uma banda de grunge formada em 1990 em Seattle. A banda se separou em 1994 quando a vocalista Carrie Akre saiu da banda para formar o Goodness.

## História
O Hammerbox foi formado em 1990 e lançou seu primeiro álbum de estúdio, com o nome da banda, no ano seguinte na gravadora C/Z Records. Este álbum rendeu a banda um contrato para a gravadora A&M Records, na qual lança seu segundo álbum chamado Numb, em 1993. Porém, devido a participação da banda em um festival de rock Endfest em Bremerton, Washington para divulgar o álbum, as vendas não foram muito altas e a banda foi demitida da gravadora. James Atkins saiu da banda no começo de 1994, e assim, a banda se dissolve. Carrie Akre formou o Goodness naquele mesmo ano, enquanto que Harris Thurmond formou o Anodyne (mais tarde renomeado para Marfa Lights) com o vocalista do That Petrol Emotion, Steve Mack. Thurmond formou o Orbiter em 2000, e em 2003 o Kingsley. Live EMP Skychurch, Seattle, WA, um álbum contendo material ao vivo do show de reunião, foi lançado em 2005.
A banda teve suas músicas Trip e Simple Passing como trilha sonora no game Road Rash lançado em 1994 pela Eletronic Arts para os consoles Play Station, 3DO e SEGA CD.

## Integrantes
- Carrie Akre – vocal
- Harris Thurmond – guitarra
- James Atkins – baixo
- Dave Bosch – bateria

## Discografia
Álbuns de estúdio
- 1991: Hammerbox
- 1993: Numb

Álbuns ao vivo
- 2005: Live EMP Skychurch, Seattle, WA